# Kanclerz wielki koronny

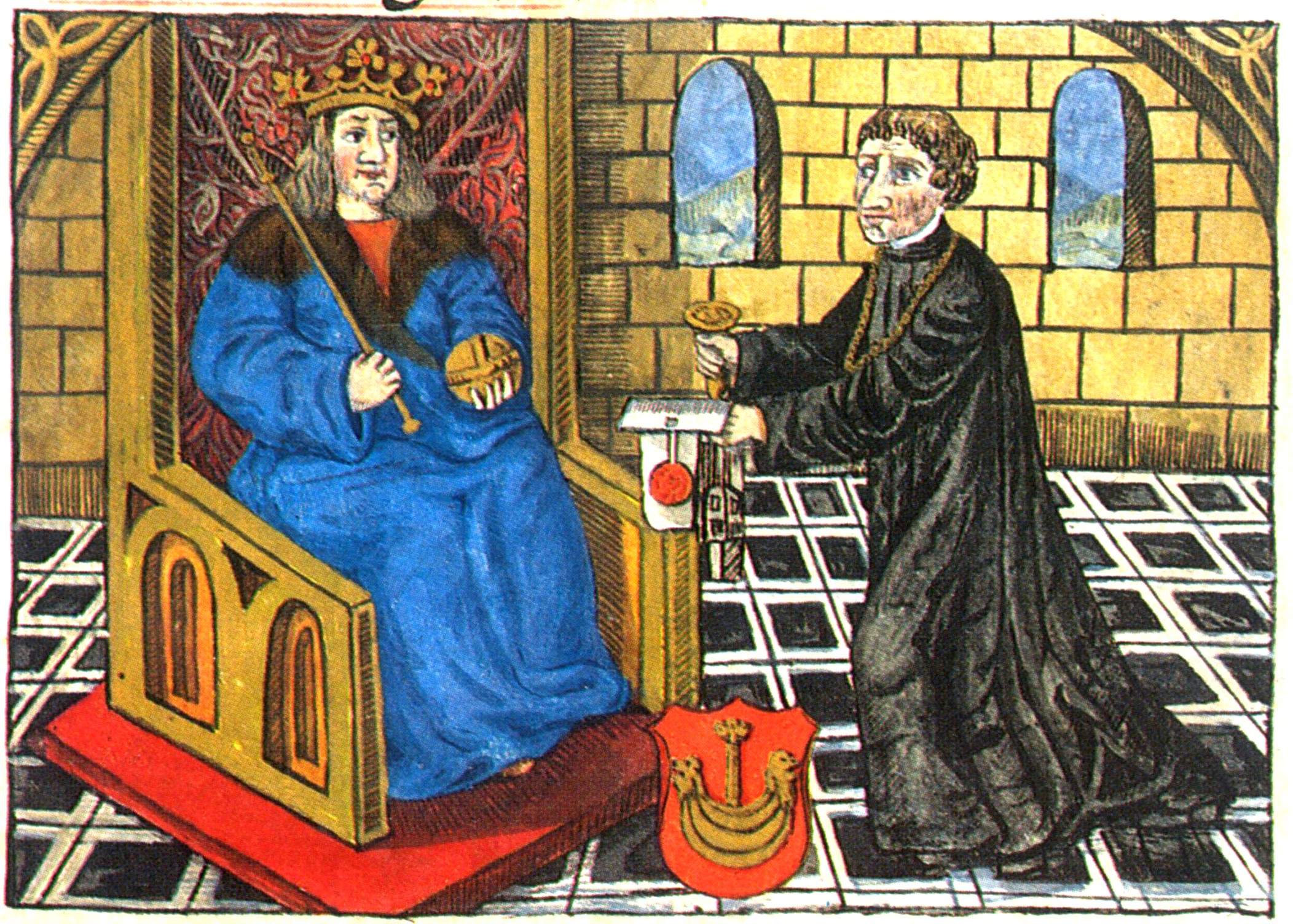
Kanclerz wielki koronny przed królem Polski

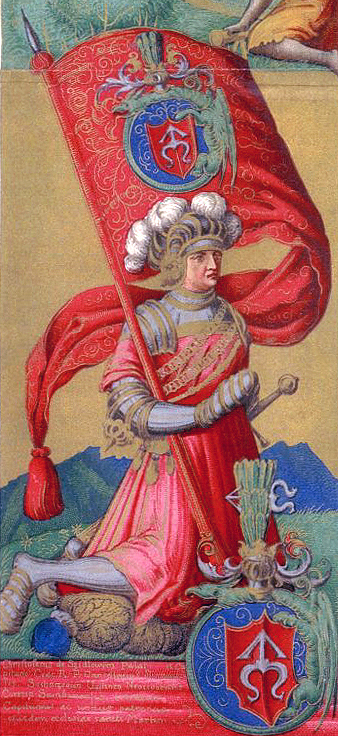
Krzysztof Szydłowiecki – Kanclerz Wielki Koronny 1515–1532

Kanclerz wielki koronny – urzędnik kierujący kancelarią królewską Korony Królestwa Polskiego i odpowiadający za politykę zagraniczną Królestwa Polskiego. Urząd ten pojawił się na początku XII wieku i był sprawowany przez osobę duchowną. W czasie rozbicia dzielnicowego każdy władca miał własnego kanclerza; po zjednoczeniu kanclerz krakowski wypierał kanclerzy ziemskich (urzędy te zanikły do XV wieku). 
Później urzędnik ten zwany był kanclerzem Królestwa Polskiego, jeszcze później kanclerzem koronnym. Po unii lubelskiej i powstaniu Rzeczypospolitej istniał odrębny kanclerz wielki litewski. Utarło się, iż kanclerz koronny kieruje polityką zagraniczną wobec państw Europy Zachodniej, zaś kanclerz Wielkiego Księstwa Litewskiego wobec państw położonych na wschód od Rzeczypospolitej. Kanclerz koronny był pierwszym urzędnikiem państwa dbającym o praworządność i pilnującym by król przestrzegał praw i zachowywał pacta conventa. Przewodził także sądowi królewskiemu – Asesorii. Był czasem nazywany pieczętarzem, od pieczęci, którymi uwierzytelniał dokumenty. Zastępca kanclerza nosił tytuł podkanclerzego; mieli identyczny zakres uprawnień a faktyczny podział wpływów między kanclerzem a podkanclerzym zależał od aktualnych konfiguracji politycznych. W epoce nowożytnej jeden z kanclerzy był duchownym, a jeden świeckim. Urząd istniał do końca Rzeczypospolitej (do trzeciego rozbioru w 1795 roku).

## Lista kanclerzy wielkich koronnych
- Jan (1107–1112)
- Michał Awdaniec (1112–1113)
- Goswin (1113–1138)
- Lupus (1138–1145)
- Pean (1145–1152)
- Cherubin (1152–1172)
- Klemens (1172–1173)
- Stefan (1173–1206)
- Iwo Odrowąż (1206–1208)
- Wincenty z Niałka (1208–1211)
- Jarost (1211–1212)
- Marcin (1212–1213)
- Nanker (1213–1241)
- Wawrzęta Gutowski (1241–1243)
- Rambold (1243–1262)
- Paweł z Przemankowa (1262–1266)
- Stanisław z Krakowa (1266–1270)
- Prokop (1270–1280)
- Andrzej Zaremba (1280–1290)
- Wincenty (1290–1296)
- Jan (1296)
- Piotr Angeli (1296–1306)
- Franciszek z Krakowa (1306–1320)
- Zbigniew ze Szczyrzyca (1320–1356)
- Janusz Suchywilk (1357–1373)
- Zawisza Kurozwęcki (1373–1379)
- Jan Radlica (1380–1386)
- Zaklika z Miedzygorza (1386–1404)
- Mikołaj Kurowski (1404–1411)
- Wojciech Jastrzębiec (1411–1423)
- Jan Szafraniec (1423–1433)
- Jan Taszka Koniecpolski (1434–1454)
- Jan Gruszczyński (1454–1469)
- Jakub Dembiński (1469–1473)
- Uriel Górka (1473–1479)
- Stanisław Kurozwęcki (1479–1482)
- Krzesław Kurozwęcki (1483–1503)
- Jan Łaski (1503–1510)
- Maciej Drzewicki (1510–1513)
- Krzysztof Szydłowiecki (1515–1532)
- Jan Chojeński (1532–1538)
- Paweł Dunin Wolski (1539–1544)
- Tomasz Sobocki (1544–1541)
- Samuel Maciejowski (1541–1550)
- Jan Ocieski (1552–1563)
- Walenty Dembiński (1564–1576)
- Piotr Dunin Wolski (1576–1578)
- Jan Zamoyski (1578–1605)
- Maciej Pstrokoński (1606–1609)
- Wawrzyniec Gembicki (1609–1613)
- Feliks Kryski (1613–1618)
- Stanisław Żółkiewski (1618–1620)
- Andrzej Lipski (1620–1625)
- Wacław Leszczyński (1625–1628)
- Jakub Zadzik (1628–1635)
- Tomasz Zamoyski (1635-1638)
- Piotr Gembicki (1638–1643)
- Jerzy Ossoliński (1643–1650)
- Andrzej Leszczyński (1650–1652)
- Stefan Koryciński (1652–1658)
- Mikołaj Jan Prażmowski (1658–1666)
- Jan Leszczyński (1666–1678)
- Jan Stefan Wydżga (1678)
- Jan Wielopolski (1678–1688)
- Jerzy Albrecht Denhoff (1688–1702)
- Karol Tarło (1702)
- Andrzej Chryzostom Załuski (1702–1706)
- Jan Stanisław Jabłonowski (1706–1709)
- Jan Sebastian Szembek (1712–1731)
- Andrzej Stanisław Załuski (1735–1746)
- Jan Małachowski (1746–1762)
- Andrzej Hieronim Zamoyski (1764–1767)
- Andrzej Stanisław Młodziejowski (1767–1780)
- Jan Andrzej Borch (1780)
- Antoni Onufry Okęcki (1780–1786)
- Jacek Małachowski (1786–1793)
- Antoni Sułkowski (1793–1795)